# William Troost-Ekong
William Paul Troost-Ekong (Haarlem, 1 de setembro de 1993) é um futebolista nigeriano nascido nos Países Baixos que atua como zagueiro. Atualmente defende o Al-Kholood.

## Carreira
Troost-Ekong fez parte do elenco que representou a Nigéria nas Olimpíadas de 2016.

## Títulos
Nigéria Sub-23
- Medalha de bronze nos Jogos Olímpicos: 2016

### Prêmios individuais
- Melhor Jogador do Campeonato Africano das Nações: 2023
- Seleção do Campeonato Africano das Nações: 2023